# 蒙茨 (路易斯安那州)
蒙茨（英語：Montz）是位於美國路易斯安那州聖查爾斯堂區的一個普查規定居民點。

## 人口
根據2020年美國人口普查的數據，蒙茨的面積為7.29平方千米，當中陸地面積為5.59平方千米，而水域面積為1.70平方千米。當地共有人口2106人，而人口密度為每平方千米288.89人。